# Žepovci
Žepovci so naselje v Občini Apače.